# Óscar Osorio
Óscar Osorio, född 14 december 1910, död 6 mars 1969, var president i El Salvador från 14 september 1950 till 14 september 1956. 
Osorio var från början jordbrukare, men gick in i armén där han avancerade till major. 1948 deltog han i en statskupp, och ingick i militärjuntan fram till 1950, då han blev president. 